# Paramimistena longicollis
Paramimistena longicollis är en skalbaggsart som beskrevs av J. Linsley Gressitt och Yves Rondon 1970. Paramimistena longicollis ingår i släktet Paramimistena och familjen långhorningar.
Artens utbredningsområde är Laos. Inga underarter finns listade i Catalogue of Life.